# Polydegmon intermedius
Polydegmon intermedius är en stekelart som beskrevs av Szepligeti 1896. Polydegmon intermedius ingår i släktet Polydegmon och familjen bracksteklar. Inga underarter finns listade i Catalogue of Life.